# M37 105 mm 자주곡사포
M37 105 mm 자주곡사포 105mm 곡사포를 장착한 자주포이다. 곡사포는 미국에서 개발되었다. 또한 한국 전쟁 전투에서 큰 활약을 보았고 1950년대 후반에 다른 곡사포 자동차로 교체 될 때까지 미군의 중요 재래식 무기중 일부로 남아 있었다. 약 300개가 만들어져 활약했다.

## 개발 및 생산 역사
M37 105mm 곡사포 모터 캐리지 (1943년 7월 8일부터 개발 중 T76 105mm HMC로 명명 됨 )는 확장 된 M24 Chaffee 기반에서 미국에서 개발했으며 105mm M7 Priest의 후속 모델이되었다. M4 Sherman 중형 전차에 장착 된 것과 동일한 105mm 곡사포 M4를 사용했다. M37 HMC는 폭이 41cm (16 인치) 인 토션 바 서스펜션을 사용하는 개방형 차량이었다. 주포 성능은 M7 Priest와 비슷했지만 M24 Chaffee의 더 가벼운 섀시를 사용하여 자주포를 다루기가 더 쉬워졌다.

## 제조 역사
1945년 1월 캐딜락 제너럴 모터스 (Cadillac Division of General Motors)에 의해 모든 유닛이 건설되면서 생산을 위해 표준화 된 M37은 제 2 차 세계 대전 을보기에는 너무 늦게 건설되었다. 그러나 한국 전쟁에서의 미군의 행동은 포병으로 간주 될 만하다. 미군이 주문한 448 대 중 316 개의 M37 HMC가 제조되었다. M37의 얇은 장갑 (0.5 인치 또는 1.3cm)은 소형 무기 및 포병들의 스플래시로부터 보호 할 수 있지만 그 이상은 보호할 수 없다. M7 사제와 같은 "강단"기관총은 대공 목적으로 사용될 수 있으며 105mm Howitzer M4는 총 51.7도 회전 할 수 있다. M24 Chaffee의 기반은 빠르게 설계되었지만 M37은 탄약의 양 (126 발), 반동 시스템 및 105mm 곡사포 M4의 무게로 인해 결과적으로는 훨씬 느려졌다.
전쟁이 끝난 후 일부 부대에 소속된 전차들은 스페인 군대 와 같은 외국으로 파병되었다. M37과 M7은 모두 1950년대 후반 M41 경전차에 내장 된 자주포 인 M52 HMC로 대체 될 것이다.